# Zəyəm (Zaqatala)
Zəyəm è un comune dell'Azerbaigian situato nel distretto di Zaqatala. Conta una popolazione di 767 abitanti.